# Masters de Roma 1987
El Abierto de Italia 1987 fue la edición del 1987 del torneo de tenis Masters de Roma. El torneo masculino fue un evento del circuito ATP 1987 y se celebró desde el 8 de mayo hasta el 15 de mayo.  El torneo femenino fue un evento de la Tier I 1987 y se celebró desde el 15 de mayo hasta el 22 de mayo.

## Campeones

### Individuales Masculino
Mats Wilander vence a  Martín Jaite, 6–3, 6–4, 6–4

### Individuales Femenino
Steffi Graf vence a  Gabriela Sabatini, 7–5, 4–6, 6–0

### Dobles Masculino
Guy Forget /  Yannick Noah vencen a  Miloslav Mečíř /  Tomáš Šmíd, 6–2, 6–7, 6–3

### Dobles Femenino
Martina Navratilova /  Gabriela Sabatini vencen a  Claudia Kohde-Kilsch /  Helena Suková, 6–4, 6–1